# اکسپرسیونیسم

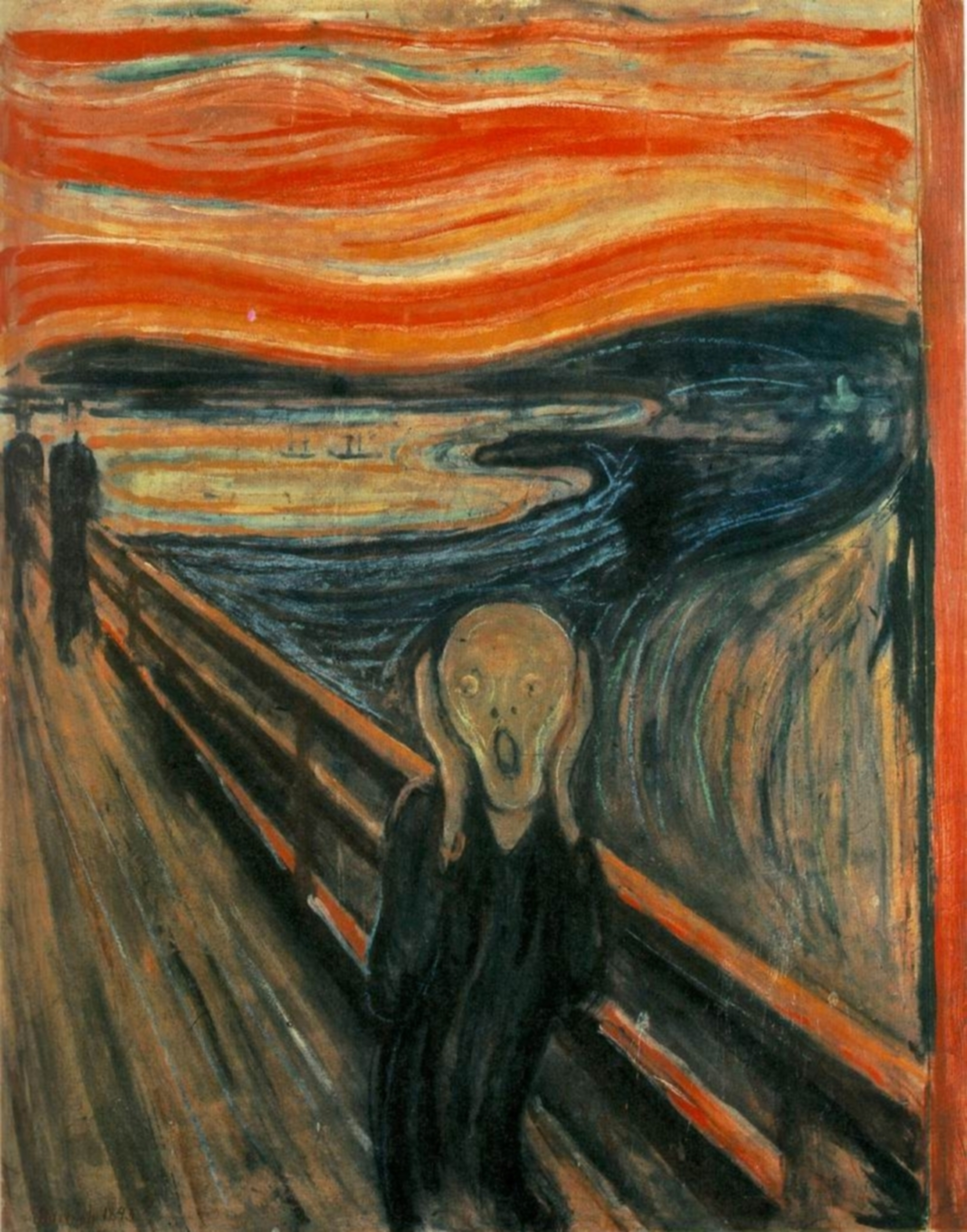
جیغ اثر ادوارد مونک (۱۸۹۳)، اکسپرسیونیسم قرن بیستم

هیجان‌نمایی، بیان‌گرایی یا اکسپرسیونیسم (به انگلیسی: Expressionism) نام یک مکتب هنری است.
در آغاز قرن بیستم، نهضت بزرگ ضد سمبولیسم و امپرسیونیسم پا گرفت که آرام آرام مکتب «اکسپرسیونیسم» از دل آن بیرون آمد. واژهٔ اکسپرسیونیسم برای اولین بار در تعریف برخی از نقاشی‌های «اگوست پره» معمار معروف به کار رفته است. اکسپرسیونیسم جنبشی در ادبیات بود، که نخست در آلمان شکوفا شد. هدف اصلی این مکتب نمایش درونی بشر مخصوصاً عواطفی چون ترس، نفرت، عشق و اضطراب بود که در آن هنرمند برای القای هیجانات شدید خود از رنگ‌های تند و اشکال کج و معوج و خطوط زمخت بهره می‌گیرد.
اکسپرسیونیسم نوعی اغراق در رنگ‌ها و شکل‌هاست، شیوه‌ای عاری از طبیعت‌گرایی که می‌خواست حالات عاطفی را هرچه روشن‌تر و صریح‌تر بیان نماید. دورهٔ شکل‌گیری این مکتب به سال‌های ۱۹۱۰ تا ۱۹۳۵ میلادی بازمی‌گردد ولی در کل این شیوه از گذشته‌های دور با هنرهای تجسمی همراه بوده و در دوره‌های گوناگون به گونه‌هایی نمود یافته است. عنوان «اکسپرسیونیسم» در سال ۱۹۱۱ برای متمایز ساختن گروه بزرگی از نقاشان به کار رفت که در دههٔ اول سدهٔ بیستم بنای کارشان را بر بازنمایی حالات تند عاطفی، و عصیان‌گری علیه قوانین ستمگرانهٔ حکومت‌ها، مقررات غیرانسانی کارخانه‌ها و عفونت‌زدگی شهرها و اجتماعات انسانی نهاده بودند.
این هنرمندان برای رسیدن به اهداف خود رنگ‌های تند و مهیج و ضربات مکرر و هیجان زدهٔ قلم مو و شکل‌های اعوجاج یافته و خارج از چارچوب را با ایجاد ژرفانمایی و بدون هیچ‌گونه سامانی ایجاد می‌کردند و هر عنصری را که آرامش‌بخش و چشم‌نواز بود از کار خود خارج می‌کردند.

## هنرمندان این سبک
- ارنست بارلاخ
- ادوارد مونش
- امیل نولده
- فرانسیس بیکن
- مکس بکمن
- کته کل ویتس
- فرانتس مارک

## ریشه‌شناسی و تاریخ
در حالی که کلمه اکسپرسیونیست در اوایل سال ۱۸۵۰ (میلادی) به معنای امروزی استفاده می‌شد، منشأ آن گاهی به نقاشی‌هایی می‌رسد که در سال ۱۹۰۱ (میلادی) توسط هنرمند مبهم ژولین اوت هروه در پاریس به نمایش گذاشته شد که او آن را اکسپرسیونیسم نامید. یک دیدگاه جایگزین این است که این اصطلاح توسط مورخ هنر چک، Antonin Matějček (انتونین ماتجک) در سال ۱۹۱۰ (میلادی، همه تاریخ‌ها به جور میلادی نوشته شدن) به عنوان مخالف امپرسیونیسم ابداع شد: «یک اکسپرسیونیست، بیش از همه، مایل است خود را بیان کند… (یک اکسپرسیونیست رد می‌کند) ادراک آنی و پیچیده‌تر را بنا می‌کند. ساختارهای روانی … انطباعات و تصاویر ذهنی که از … روح افراد می‌گذرد مانند فیلتری که آنها را از شر همه انباشته‌های اساسی خلاص می‌کند تا جوهره روشن آنها را تولید کند [...و] به شکل‌های کلی تر و در انواع تراکم می‌شود. که او آن را از طریق فرمول‌ها و نمادهای کوتاه ساده رونویسی می‌کند.» پیشگامان مهم اکسپرسیونیسم، فیلسوف آلمانی فردریش نیچه (۱۸۴۴–۱۹۰۰)، به ویژه رمان فلسفی او چنین گفت زرتشت (۱۸۸۳–۱۸۹۲) بود. نمایشنامه‌های بعدی اوت استریندبرگ درام نویس سوئدی (۱۸۴۹–۱۹۱۲)، از جمله سه‌گانه به دمشق (۱۸۹۸–۱۹۰۱)، نمایشنامه رؤیایی (۱۹۰۲)، سونات ارواح (۱۹۰۷). فرانک ودکیند (۱۸۶۴–۱۹۱۸)، به ویژه «لولو» نقش Erdgeist (روح زمین) (۱۸۹۵) و Die Büchse der Pandora (جعبه پاندورا) (۱۹۰۴) را بازی می‌کند. شاعر آمریکایی والت ویتمن (۱۸۱۹–۱۸۹۲) برگ‌های علف (۱۸۵۵–۱۸۹۱); فئودور داستایوسکی (۱۸۲۱–۱۸۸۱) رمان‌نویس روسی. ادوارد مونک نقاش نروژی (۱۸۶۳–۱۹۴۴); نقاش هلندی ونسان ون گوگ (۱۸۵۳–۱۸۹۰)؛ جیمز انسور نقاش بلژیکی (۱۸۶۰–۱۹۴۹)؛ و روانکاو اتریشی پیشگام زیگموند فروید (۱۸۵۶–۱۹۳۹).
در سال ۱۹۰۵، گروهی متشکل از چهار هنرمند آلمانی به رهبری ارنست لودویگ کرشنر، Die Brücke (پل) را در شهر درسدن تشکیل دادند. مسلماً این سازمان مؤسس جنبش اکسپرسیونیست آلمان بود، اگرچه آنها از خود کلمه استفاده نکردند. چند سال بعد، در سال ۱۹۱۱، گروهی همفکر از هنرمندان جوان، Der Blaue Reiter (آبی سوار) را در مونیخ تشکیل دادند. این نام برگرفته از نقاشی Der Blaue Reiter اثر واسیلی کاندینسکی در سال ۱۹۰۳ است. از جمله اعضای آنها کاندینسکی، فرانتس مارک، پل کلی و اوت مکه بودند. با این حال، اصطلاح اکسپرسیونیسم تا سال ۱۹۱۳ به‌طور محکم خود را تثبیت نکرد. اگرچه عمدتاً یک جنبش هنری آلمانی در ابتدا و غالب در نقاشی، شعر و تئاتر بین سال‌های ۱۹۱۰و ۱۹۳۰ بود، اما بیشتر پیشگامان این جنبش آلمانی نبودند. علاوه بر این، نویسندگان اکسپرسیونیست داستان‌های منثور و همچنین نویسندگان اکسپرسیونیست غیر آلمانی زبان وجود داشته‌اند، و در حالی که جنبش در آلمان با ظهور آدولف هیتلر در دهه ۱۹۳۰ کاهش یافت، آثار اکسپرسیونیستی بعدی نیز وجود داشت.
تعریف اکسپرسیونیسم بسیار دشوار است، تا حدی به این دلیل که «با دیگر «ایسم‌های» اصلی دوره مدرنیسم همپوشانی داشت: با فوتوریسم، ورتیسیسم، کوبیسم، سوررئالیسم و دادائیسم. ریچارد مورفی همچنین می‌گوید: «جستجو برای یک تعریف جامع تا حدی مشکل‌ساز است که چالش‌برانگیزترین اکسپرسیونیست‌هایی مانند کافکا، گوتفرید بن و دوبلین به‌طور همزمان پر سر و صداترین «ضد اکسپرسیونیست‌ها» بودند.»
با این حال، آنچه می‌توان گفت این است که این جنبشی بود که در اوایل قرن بیستم، عمدتاً در آلمان، در واکنش به تأثیر غیرانسانی صنعتی شدن و رشد شهرها شکل گرفت و «یکی از ابزارهای اصلی اکسپرسیونیسم خود را به عنوان یک جنبش آوانگارد معرفی می‌کند و فاصله اش را با سنت‌ها و نهاد فرهنگی به عنوان یک کل از طریق رابطه اش با رئالیسم و قراردادهای غالب بازنمایی مشخص می‌کند. به‌طور واضح تر، اینکه اکسپرسیونیست‌ها ایدئولوژی رئالیسم را رد کردند.
این اصطلاح به «سبکی هنری اشاره دارد که در آن هنرمند به دنبال ترسیم واقعیت عینی نیست، بلکه احساسات و پاسخ‌های ذهنی است که اشیا و رویدادها در فرد ایجاد می‌کنند». می‌توان بحث کرد که همه هنرمندان بیانگر هستند، اما نمونه‌های زیادی از تولید هنری در اروپا از قرن پانزدهم به بعد وجود دارد که بر احساسات شدید تأکید می‌کند. چنین هنری اغلب در زمان تحولات اجتماعی و جنگ رخ می‌دهد، مانند اصلاحات پروتستان، جنگ دهقانان آلمانی، و جنگ هشتاد ساله بین اسپانیا و هلند، زمانی که خشونت شدید، که بیشتر متوجه غیرنظامیان بود، در چاپ‌های عمومی تبلیغاتی نشان داده شد. . اینها اغلب از نظر زیبایی شناختی چشمگیر نبودند، اما ظرفیت برانگیختن احساسات شدید در بیننده را داشتند.
منتقدانی مانند مورخ هنر میشل راگون و فیلسوف آلمانی والتر بنیامین، اکسپرسیونیسم را به باروک تشبیه کرده‌اند. به گفته آلبرتو آرباسینو، تفاوت بین این دو در این است که "اکسپرسیونیسم از تأثیر خشونت آمیز ناخوشایند اجتناب نمی‌کند، در حالی که باروک این کار را می‌کند. اکسپرسیونیسم "لعنت به شماً فوق‌العاده ای می‌اندازد، باروک این کار را نمی‌کند. باروک خوش‌اخلاق است."

## اکسپرسیونیست‌های قابل توجه
برخی از هنرمندان اصلی تجسمی این سبک در اوایل قرن بیستم عبارت بودند از:
- آرژانتین: Xul Solar (کول سولار)
- ارمنستان: مارتیروس ساریان
- استرالیا:
  - سیدنی نولان
  - چارلز بلکمن
  - جان پرسیوال
  - آلبرت تاکر
  - جوی هستر
- اتریش:
  - ریچارد گرستل
  - اگون شیله
  - اسکار کوکوشکا
  - یوزف گاسلر
  - آلفرد کوبین
- بلژیک:
  - مارسل کارون
  - آنتو کارته
  - اوت مامبور
  - اکسپرسیونیست‌های فلاندری:
  - کنستانت پرمکه
  - گوستاو دی اسمت
  - فریتس ون دن برگه
  - جیمز انسور
  - آلبرت سرواس
  - فلوریس جسپرس
  - گوستاو ون دو وستین.
- برزیل:
  - فلوریس جسپرس
  - گوستاو ون دو وستین.
  - آنیتا مالفاتی
  - کاندیدو پورتیناری
  - دی کاوالکانتی
  - ایبر کامارگو
  - لازار سگال.
- دانمارک:
  - آینر یوهانسن
  - ینس سوندرگارد
  - اولوف هوست
- استونی:
  - کنراد ماگی
  - ادوارد وایرالت
  - کونو ویبر
- فنلاند:
  - تایکو سلیمان[۱۴]
  - الوار کاوٌان
  - واینو التونن.
- فرانسه:
  - فردریک فیبیگ
  - ژرژ روو
  - الکساندر فرنل
  - ژرژ گیمل
  - ژنرال پل
  - ماری ترز اوفری
  - ژاک دمولن
  - برنارد بافت.
- آلمان:
  - ارنست بارلاخ
  - ماکس بکمن
  - فریتز بلیل
  - هاینریش کامپندونک
  - اتو دیکس
  - کنراد فلیکسمولر
  - جورج گروس
  - اریش هکل
  - کارل هوفر
  - ماکس کاوس
  - ارنست لودویگ کرشنر
  - کته کولویتز
  - ویلهلم لمبروک
  - اوت و الفرید
  - فرانتس مارک
  - لودویگ مایدنر
  - پائولا مدرسون بکر
  - اتو مولر
  - گابریل مونتر
  - رولف نش
  - امیل نولده
  - ماکس پچشتاین
  - کریستین رولفس
  - کارل اشمیت روتلاف
  - گئورگ تاپرت.
- یونان: جورج بوزیانیس
- مجارستان: تیوادر کسزسکا کسونتواری
- ایسلند: اینار هاکونارسون
- جمهوری ایرلند: جک بی ییتس
- اندونزی: افندی
- اسرائیل: ایزاک فرنکل فرنل
- ایتالیا:
  - آمدئو مودیلیانی
  - امیلیو جوزپه دوسنا
- ژاپن: کشیرو اونچی
- لبنان: رفیق شراف
- مکزیک:
  - ماتیاس گوریتس (مهاجرت آلمانی به مکزیک
  - روفینو تامایو
- هلند:
  - ویلم هوفهویزن
  - هرمان کرویدر، یان اسلایترز
  - وینسنت ون گوگ
  - یان ویگرز
  - هندریک ورکمن
- نروژ:
  - ادوارد مونک
  - کای فیل
- لهستان: هنریک گوتلیب
- پرتغال:
  - ماریو الوی
  - آمادئو د سوزا کاردوسو
- روسیه:
  - واسیلی کاندینسکی
  - مارک شاگال
  - چایم سوتین
  - الکسی فون جاولنسکی
  - ناتالیا گونچارووا
  - مستیسلاو دوبوژینسکی
  - ماریان فون ورفکین (روس تبار که بعدها در آلمان و سوئیس فعال شد).
- رومانی: هوریا برنیا
- صربستان:
  - نادژدا پتروویچآفریقای جنوبی
    - مگی لاوبسر
    - ایرما استرن
- اسپانیا:
  - ایگناسیو زولوآگا
  - خوزه گوتیرز سولانا
  - خولیو رومرو د تورس
- سوئد:
  - لئاندر انگستروم
  - آیزاک گرونوالد
  - اکسل تورنمن
- سوئیس:
  - کارل یوگن کیل
  - کونو آمیت
  - پل کلی
- اوکراین:
  - الکسیس گریچنکو (متولد اوکراین، فعال‌ترین در فرانسه)
  - وادیم ملر
- بریتانیا:
  - فرانسیس بیکن
  - فرانک اورباخ
  - لئون کوسف
  - لوسیان فروید
  - پاتریک هرون
  - جان هویلند
  - هاوارد هاجکین
  - جان واکر.
- ایالات متحده آمریکا:
  - ایوان آلبرایت
  - دیوید آرونسون
  - میلتون آوری
  - لئونارد باسکین
  - جورج بیدل
  - هیمن بلوم
  - پیتر بلوم
  - چارلز بورچفیلد
  - دیوید بورلیوک
  - استوارت دیویس
  - لیونل فاینینگر
  - ویلهلمینا وبر فورلونگ
  - الین دو کونینگ
  - ویلم دی کونینگ
  - بوفورد دلانی
  - آرتور جی داو
  - نوریس ایمبری
  - فیلیپ اورگود، خلیل جبران
  - ویلیام گروپر
  - فیلیپ گاستون
  - مارسدن هارتلی
  - آلبرت کوتین
  - یاسو کونیوشی
  - ریکو لبرون
  - جک لوین
  - آلفرد هنری مورر
  - رابرت ماترول
  - آلیس نیل
  - آبراهام رتنر
  - استر رولیک
  - بن شهن
  - هری شولبرگ
  - جوزف استلا
  - هری استرنبرگ
  - هنری اوساوا تانر
  - دوروتیا تانینگ
  - استفن توماس
  - ویلهلمینا وبر
  - مکس وبر
  - هیل وودروف
  - کارل زربه.
- اروگوئه: رافائل باراداس

## پیکره‌سازی
پیکره‌تراشی هیجان‌نما با به‌کارگیری حفره و برآمدگی، خطوط راست و خمیده، اعوجاج بخشی و برهم‌زدن تناسبات طبیعی، اکسپرسیونیسم را بر ما عرضه می‌دارد. زادکین پیکره‌تراش روسی از جملهٔ این هنرمندان است.

## هیجان‌نمایی در سینما
سینمای اکسپرسیونیستی در کشور آلمان آغاز شد و به اوج رسید و پس از مدتی سینمای وحشت به عنوان شاخهٔ مورد پسند اکثریت مردم از همین جنبش منشعب شد.  از سال ۱۹۱۹ تا ۱۹۲۴ که کشور آلمان به دلیل شکست در جنگ جهانی اول، شورش و کودتا، کاهش ارزش پول و گرسنگی در شرایط اقتصادی وحشتناکی به سر می‌برد، غنی‌ترین دوران سینمای آلمان ساخته شد. با به قدرت رسیدن حکومت رایش سوم در سال ۱۹۳۳ عده‌ای از کارگردانان پیشروی سینمای اکسپرسیونیستی که می‌دانستند با شرایط جدید امکان کار در کشور را نخواهند داشت، دست از کار کشیدند. نسخهٔ فیلم دانشجوی پراگ محصول سال ۱۹۱۳ یکی از پیش‌زمینه‌های مهم سینمای اکسپرسیونیستیِ آلمان است.

## هیجان‌نمایی در موسیقی
از موسیقی‌دانان بنام این سبک می‌توان به آرنولد شونبرگ، بلا بارتوک، چارلز آیوز، جورج گرشوین، آرون کوپلند، آنتون وبرن و آلبان برگ اشاره کرد.

## هیجان‌نمایی در معماری
کاربرد واژه اکسپرسیونیسم در معماری به سال ۱۹۱۵ برمی گردد. «آدولف بنه» ترکیب معماری اکسپرسیونیست را به کار گرفته و ارتباط متقابل بین تمام هنرها را مطرح ساخت.